# Apollino (Canova)

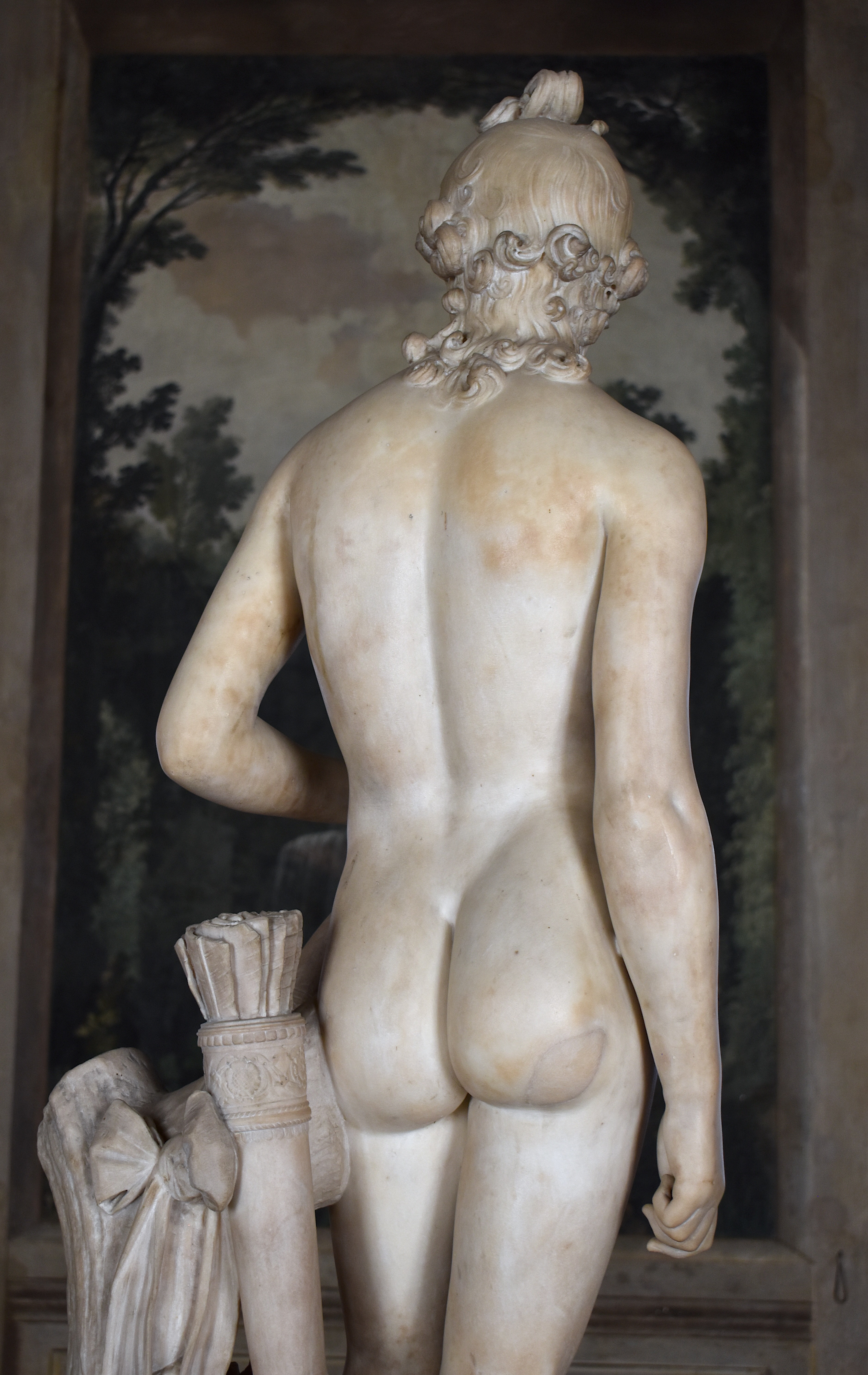
Antonio Canova, Apollino, dettaglio, Sala Boschereccia, Collezioni Comunali d'Arte, Bologna

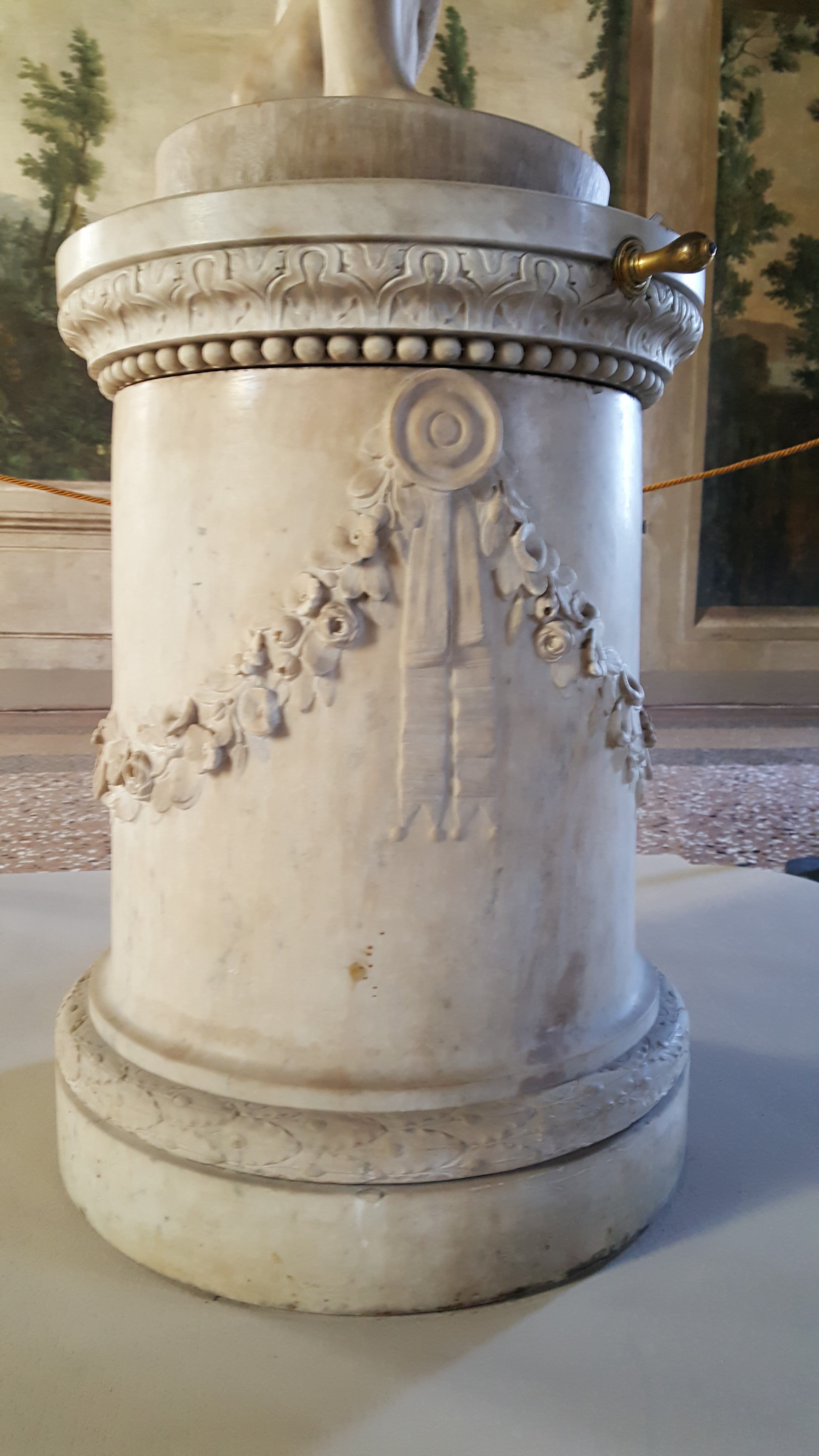
Piedistallo dell'Apollino.

L'Apollino è scultura di Antonio Canova, conservata nella Sala Boschereccia delle Collezioni Comunali d'Arte di Palazzo d'Accursio, a Bologna.

## Storia
Questo Apollo si collega alla serie degli Amorini iniziata da Canova con il Ritratto di Henryk Lubomirski, 1786-1788, ( Polonia, Castello di Łańcut).
La rappresentazione del dio dell'amore come un adolescente offre allo scultore la possibilità di meditare sulla figura giovanile maschile, come stava facendo negli stessi anni con quella femminile nelle sue Ebe e Amore e Psiche con la farfalla. Per questo motivo dopo il ritratto del giovane principe polacco che lo legava ad una rappresentazione somigliante del fanciullo, nipote della committente, la principessa Elzbieta Lubomirska, Canova affrontò più volte il tema, declinandolo in forma ideale. Nascono così l'Amorino Campbell, 1787-1789 (Anglesey Abbey, Cambridge), l’Amorino La Touche, 1789 (Dublino, National Gallery of Ireland) e l’Amorino Jusupof, 1793-1797 (Pietroburgo, Hermitage) in una rapida successione di svolgimenti simili, eppure variati. Con l'Apollino il tema subisce un mutamento più significativo, passando dalla raffigurazione di Cupido  a quella di Apollo, dio della luce solare e della poesia, rappresentato giovinetto, mentre esulta dopo aver sconfitto il mitico serpente Pitone.
Dal modello (...) dè surriferiti Amorini ne trasse (...) un Apollino col serpe sul tronco e con qualche altra variazione nella positura dell'arco e nella capigliatura che lo rende di merito superiore agli altri tutti dè quali non chiamasi l'autore pienamente contento; perocché, obbligato dalla moltitudine degli altri lavori.

### La riattribuzione
Studi recenti hanno permesso di restituire la statua ad Antonio Canova, riprendendo una attribuzione novecentesca, che nel tempo era stata corretta a favore del suo allievo Cincinnato Baruzzi, erede dello studio romano del maestro e successivamente professore di scultura all'Accademia di belle arti di Bologna. Nel 1878 Baruzzi lasciò in eredità al Comune di Bologna la sua villa, detta La Baruzziana o meglio L'Eliso, con tutte le opere che conteneva, a patto che venisse costituito un premio annuale da tributare a giovani artisti per un'opera di pittura, scultura o musica lirica, che sarebbe stata realizzata o messa in scena con la somma vinta.
L'Apollino entrò nelle collezioni pubbliche, prima alla Pinacoteca Nazionale di Bologna, poi alle Collezioni Comunali d'Arte, con la corretta attribuzione a Canova, ma col tempo finì coll'essere collegata al suo allievo.
Fino al 2013 la scultura di Bologna non era mai stata messa in relazione con quella di identico soggetto appartenuta nel XIX secolo al celebre collezionista Giovanni Battista Sommariva. Sommariva possedeva 4 statue di Canova, due acquistate sul mercato nel 1808, la Maddalena e l’Apollino, entrambe conservate nella sua casa di Parigi, ed altre due, il Palamede (Tremezzo, Villa Carlotta) e la Tersicore (Mamiano di Traversetolo, Fondazione Magnani-Rocca), direttamente commissionate allo scultore. Nel 1839 le opere conservate nella casa di Parigi andarono all'asta e vennero disperse. L’Apollino riapparve in vendita sul mercato antiquario, probabilmente a Londra, negli anni '50 dell'Ottocento e Baruzzi, riconosciuta l'opera del suo maestro, si adoperò per acquistarlo e riportarlo in Italia, come lui stesso racconta in una sua lettera.

## Descrizione
Questa scultura è un'opera giovanile dello scultore Antonio Canova, realizzata a Roma nel 1797.  La statua sorge dal suo piedistallo originale, di forma cilindrica, in origine dotato di bilico (il congegno che permetteva di muovere quasi senza sforzo queste sculture), avvolto da ghirlande di fiori, come un altare antico.
La scultura, esposta nella Sala 16 (Sala Boschereccia), delle Collezioni Comunali d'Arte, al secondo piano di Palazzo d'Accursio a Bologna, è stata solo recentemente riattribuita allo scultore neoclassico. Il volto ideale e il nudo snello e polito sono una perfetta esemplificazione dello stile “grazioso” che Canova usava per esprimere questo tipo di soggetti.